# غاري وليامز (لاعب كرة قدم)
غاري وليامز (بالإنجليزية: Gary Williams)‏ (8 مارس 1954 بليفربول في المملكة المتحدة - ) هو لاعب كرة قدم بريطاني في مركز الدفاع. لعب مع برايتون أند هوف ألبيون وبريستون نورث إيند وكريستال بالاس ونادي مارين ‏.

## وصلات خارجية
- غاري وليامز على موقع قاعدة بيانات كرة القدم.إي يو (الإنجليزية)